# 控制系統

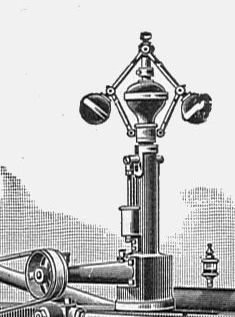
早期比例控制機械中用的離心式調速器

控制系統（control system）是指用控制迴路管理及控制另一個設備或是系統的系統。控制系統可以小到家中用自動調溫器實現的溫度控制器，也可以大到控制製程或是機器的大型工業控制系統。
若是連結調節的控制系統，會用回授控制器來自動化的控制製程或是動作。控制系統會將要控制的過程變數 （PV）和理想值或是目標值（SP）比較，利用其差值產生控制信號，讓將要控制的過程變數可以回到目標值。
針對时序逻辑电路及组合逻辑电路，會利用設備（例如可编程逻辑控制器）實現其算法。

## 开环及闭环控制
最基本的控制方式可分為兩種：開迴路及閉迴路。在開迴路控制系統中，控制器的動作和過程變數無關，一個例子是單純由計時器控制的加熱器。其控制動作是打開或是關閉加熱器，過程變數是溫度。控制器會讓加熱器運作一段固定的時間，而實際溫度不影響其動作。
在閉迴路控制系統中，控制器的動作會受到過程變數和目標值的影響。仍然用加熱器為例子，閉迴路的系統就會用自動調溫器來監測溫度，並且回授信號，確定過程變數的溫度是在目標值的附近。閉迴路控制系統中有控制回路，目的是讓控制器輸出信號，使過程變數接近目標值。因此閉迴路控制器也稱為回授控制器。
开环控制的优点在于结构简单，成本低廉。与之相对应地，闭环控制系统的结构较为复杂，成本相对较高。但闭环控制系统对外界干扰有一定抗性，并且能够承受系统中器件的参数变化。由于闭环控制引入回路，可能会产生不稳定的现象，即系统在阶跃输入下产生正弦振荡或趋于无穷。一般说来闭环系统的设计中最基本的要求就是避免产生不稳定。有些特殊要求，如正弦电源等波形发生器则利用振荡达到目的。

## 回授控制系統

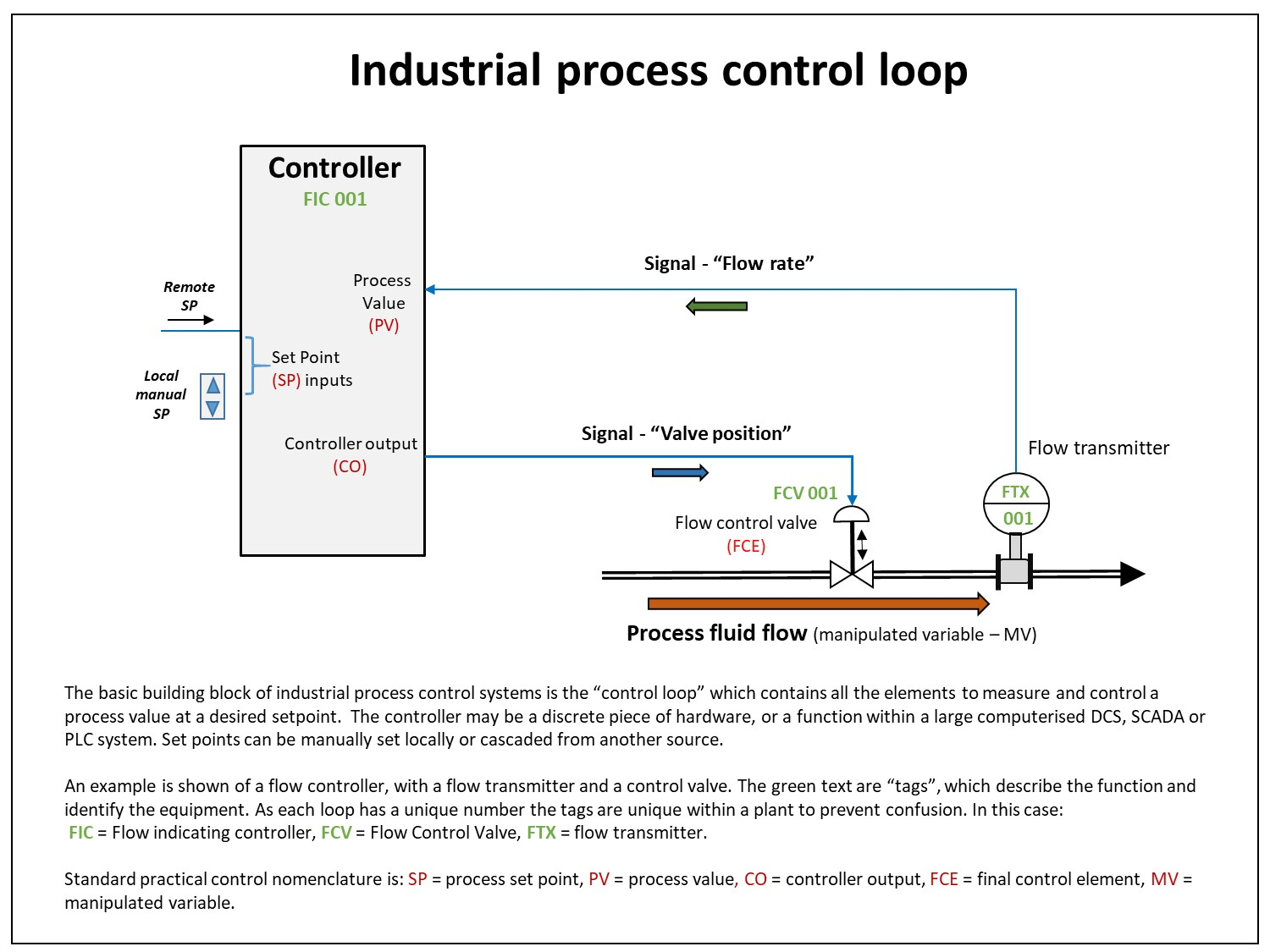
單一工業控制迴路的例子，是針對制程的連續性調節控制

簡單的控制迴路

在線性反馈系統中，會由传感器、控制演算法、致動器形成控制迴路，設法將過程變數控制在目標值（SP）附近。日常的例子像是車輛的巡航定速，外界的影響（例如上下坡）會影響速度，駕駛有能力將車輛維持在固定速度左右。理想的控制器會以最佳方式（最小延遲或是過衝）控制汽車的引擎輸出，將實際速度控制在理想速度。
控制系統只要包括一些感測器的機能，就可以試著利用回授來適應外來條件的變化，就算是回授控制系統。相反的，開迴路控制器不會使用回授信號，只會依事先預定的方式動作。

## 邏輯控制
工業及商業邏輯控制系統最早是用互連的继电器及凸輪計時器組成的階梯逻辑。今日這類的系統會用单片机或是專門的可编程逻辑控制器（PLC）進行。階梯逻辑的表示辺式仍然是PLC的編程方式之一。
邏輯控制器可回應開關及感測器的輸入，再透過执行器來讓機器開始或是結束許多不同的程序。在許多應用中，會用邏輯控制器來進行順序式的機械動作。例如電梯、洗衣機及其他有相互關聯動作的設備。自動的順序控制系統可以依正確的順序觸發一連串的执行器，以進行特定工作。例如在自動包裝機裡，會有許多電子及機械的裝置摺疊包裝盒並且上膠、將內容物放入後再將包裝盒封口。
PLC程式可以用不同的方式編輯：例如階梯圖、SFC（順序功能流程圖）或指令表等。

## 起停式控制
起停式控制（On–off control）也稱為砰砰控制（bang-bang control），也會使用回授控制器，不過會在兩個輸出狀態之間進行切換。簡單的雙金屬自動調溫器就是起停式控制的例子：當室溫（PV）低於設定溫度SP），會啟動暖氣。另一個例子是空壓機的壓力開關，當壓力（PV）低於設定值（SP），會將壓縮機打開。冰箱及真空泵浦都有類似的機制。簡單的起停式控制不貴，而且相當有效。
砰砰控制是线性二次型最优调节器的时间最优解。

## 線性控制
線性控制系統利用负反馈產生控制信號，控制過程變數在理想的設定值附近，有幾個不同的線性控制系統，其控制能力也有不同。

### 比例控制

二階系統的步階響應，系統的传递函数 是，其中是阻尼比，而是無阻尼自然頻率

比例控制是線性回授控制系統中的一種，其控制變數是和目標值（SP）和量測值（PV）之誤差成正比。像離心式調速器及抽水馬桶的浮動比例閥都是機械系統中比例控制的例子。
比例控制系統比啟停式系統要複雜，不過又比類似車輛巡航定速的PID控制器要簡單。在在遠超過系統反應時間的時間後，啟停式系統會正常運作，不過若需要快速及經常的修正及反應，啟停式系統就不太適合。比例控制是將要給控制設備（例如控制閥）的輸出進行調變，使其可以在一固定準位出，不會有不穩定的問題，不過依比例式的修正，以最快的方式調整輸出量，使其是最理想的值。
比例控制的缺點是無法消除目標值和量測值之間的誤差，因為控制輸出是誤差乘以一比例，需要有誤差才會有控制輸出。為了克服此問題，導入了PID控制器，用比例項（P）來修正大部份的誤差，再利用積分項（I）將誤差隨時間累積，作為控制輸出，以此來消除殘留的目標值和量測值誤差（若仍有殘留誤差，積分項不會為零，而且會持續的累積）。
有些系統的控制變數（MV）有實務上的限制。例如加熱器或閥可以從全開到完全關閉。對增益的連續調整可以轉換為對誤差值範圍的調整，當誤差值超過特定範圍時，控制變數就會從全開切換到全關（或由全關切換到全開）。這個特定的誤差值，會用誤差變數（及過程變數）的單位表示，稱為比例寬度（proportional band、PB），比例寬度會和比例增益成反比，有些應用會用比例寬度來進行調整。

#### 鍋爐的例子
在控制工業鍋爐的例子中，比較常用作法是以目前需要的鍋爐發熱量，成比例的控制燃料閥門，以避免熱衝擊，更有效率的應用熱源。
若比例增益較小時，在有誤差時，所給的控制修正量較小，因此系統會較安全，也會較穩定，不過若條件變化時，系統應對的速度就比較慢。可能誤差會出現較長時間，之後才修正，系統是過阻尼（overdamped）的系統。若比例增益增加，系統的反應會變快，也會比較快速的修正誤差。系統若調整到臨界阻尼（critically damped），一般會認為是最理想的情形。若比例增益再繼續調大，在過程變數可能會有振動，此時的系統即為欠阻尼（underdamped）的系統。

##### 欠阻尼
在鍋爐的例子中，假設溫度朝設定點上昇，在設定點為維持穩態需要50%的可用能量，而低溫時會用到100%的可用能量。當過程變數和目標值相差不到10°，比例控制器會開始降低其能量輸出，這表示從沒有能量輸入到100%能量輸入的比例區間（PB）為20°在設定點時控制器會輸岀50%的能量，不過加熱器子系統及鍋爐壁會儲熱，因此量測溫度會超過設定溫度。若溫度比設定溫度高10度，鍋爐的輸出會下降到零，但溫度仍然會再上昇一段時間才會再下降。最後當過程變數比比例範圍要低，會再開始加熱，但此時鍋爐壁的溫度會再降低一段時間才會再上昇，因此會有震盪的情形。
欠阻尼鍋爐控制系統的溫度震盪會造成燃料及時間的浪費（溫度變化的循環需要幾分鐘），也會可能會造成鍋爐及其內容物的過度加熱，因此需避免此一情形。

##### 過阻尼
假設控制系統的增益重新調整後再開機。此時的溫度需在設定溫度30°以內，加熱器的熱能輸出才會變小（也就是比例區間是60°），此情形時，在熱能輸出減小時，在加熱器有足夠的時間來降低其加熱速度，最終加熱器會到達50%功率輸出的設定點，鍋爐動作正常。此情形下會浪費一些時間，例如熱能輸出從52%降到51%會需要很長的時間，但不會有溫度超過設定點的問題，也不會有安全上的疑慮。若適當的調整比例增益（也就是比例區間的寬度），可以改善過阻尼及反應變慢的情形，最後可以讓系統到達臨界阻尼的條件，並且讓系統到設定溫度，這稱為控制系統的調適（tuning）。適當調整的比例控制系統會比啟動式系統更有效率，不過反應還是會比熟練的人工操作要慢一些

### PID控制器

PID控制器的方塊圖

在系統步階響應下，調整PID參數（K_{p},K_{i},K_{d}）的效果

純比例控制的控制器，若要避免振盪，其反應就會很慢。而且其輸出是直接和誤差成比例。在上述的例子中，設定溫度是對應50%功率的溫度，假如鍋爐在其他條件下運作，需要用80%功率來維持其溫度。以上述比例區間50度的例子，鍋爐需要在設定溫度以下15度才行。因此在此應用下，需要將設定溫度調整到比實際需要溫度高15度才行。
為了改善反應慢，以及輸出直接和誤差成比例的問題，有許多控制架構加入其他的數學運算來提昇性能，最常見的是比例-積分-微分控制器，也稱為PID控制器。

#### 微分控制
微分控制和誤差隨時間的變化率有關。若量測變數快速的接近設定值，致動器需要提早減速，讓量測變數平順的到設定值，相反的，若量測變數快速的遠離設定值，致動器需要額外的輸出，設法讓量測變數維持在設定值。
微分控制可以讓控制系統的運作更加智能。例如像調整鍋爐溫度，或是移動車輛上相機的運動控制，經過良好調整的PID控制器，其微分控制可以使其量測變數接近設定值且維持在設定值，效果比有經驗的操作者更好。不過若微分控制的效果太強，也會讓系統振盪。

#### 積分控制

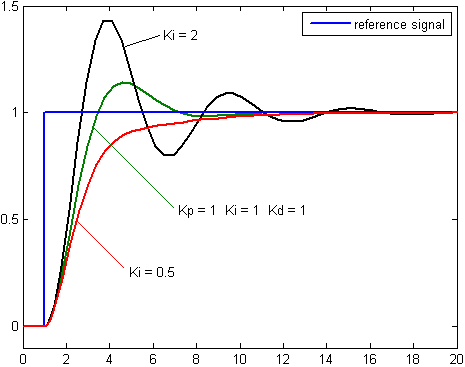
二階系統的步階響應，改變積分積益Ki的效果

積分項主要是針對長期的穩態誤差（steady-state error），而且時間持續越久，效果越強，直到誤差為零為止。在鍋爐調溫的例子中，若有積分控制，若因為一些原因，使鍋爐溫度偏離設定溫度，積分控制會持續輸出，使鍋爐溫度往設定溫度的方向移動，一直到誤差值為零為止。

#### 輸出量變化率限制
有些控制器會有輸出量變化率限制，特別是在夏天、輕載，穩定小型鍋爐時格外有幫助。

### 其他控制技術
控制系統可以針對過程變數或是誤差信號進行濾波，濾波可以讓系統避開一些不想處理的頻率區間，減少不穩定或是震盪。有些控制系統只會在一個頻率上震盪。若濾掉這個頻率，系統的剛性可以調的更強，讓系統在沒有震盪的情形下，可以反應更快。
幾個回授系統也可以再進行組合。例如串級的控制系統中，某一個控制迴路讓量測變數接近設定值，但其輸出可能是另一個控制迴路的設定值，再由這個控制迴路的輸出來控制受控設備。若系統有多個要控制的量測變數，也會有針對各量測變數的控制系統。
許多領域的控制工程使用的控制器要比PID控制器複雜，例如电传操纵飛機控制系統、化工廠、煉油廠等。模型預測控制系統是由特殊的電腦輔助設計軟體以及受控系統的經驗數學模型來進行設計。
許多場合都會使用整合PID及邏輯控制的複合型系統，例如線性控制器的輸出可能會被邏輯控制所調整。

## 模糊邏輯
模糊逻辑是在針對複雜且連續變化的系統設計控制器時，設法簡化邏輯控制器設計的作法。模糊逻辑的結果和一般逻辑系統不一樣，假設1表示是，0表示否，模糊逻辑的結果可能會是介於0到1之間的數值。
系統的逻辑是用一般語言所寫，再轉換為模糊逻辑。例如鍋爐的設計可能會由以下的敘述開始：「若溫度過高，減少鍋爐的燃料，若溫度過低，增加鍋爐的燃料。」
來自真實世界的量測（例如鍋爐溫度）會畫分為不同的輸入邏輯變數（此處可能是「過高」及「過低」），各邏輯變數有其成員關係函數（歸屬函數），溫度會依照成員關係函數，使不同的邏輯變數介於有0到1之間的設定值。
模糊逻辑是用代數的方式修改逻辑代数。一般而言，NOT會用「輸出=1-輸入」表示，AND會用最小值表示，而OR會用最大值表示。因此利用計算的方式可以求得模糊逻辑的結果。
模糊逻辑的控制規則則會用查表的方式，利用各輸入邏輯變數的狀態及計算得到幾個輸出邏輯變數（此處可能是「減少鍋爐的燃料」及「增加鍋爐的燃料」）的值
最後一步是將輸出「解模糊」，將幾個輸出邏輯變數得到的結果轉換為實際的數值，再用來控制輸出。
若成員關係函數及規則都正確，即為好的控制系統。
若強健的模糊邏輯簡化為單一及快速的計算，就類似一個傳統的回授控制系統，似乎不需要用模糊邏輯來設計。不過模糊邏輯的範型可以用在相當大型，傳統控制系統不太實際或是很花成本的情形。
Fuzzy電子學是用模糊逻辑取代傳統雙值邏輯的数字电路。

## 實務上的實現

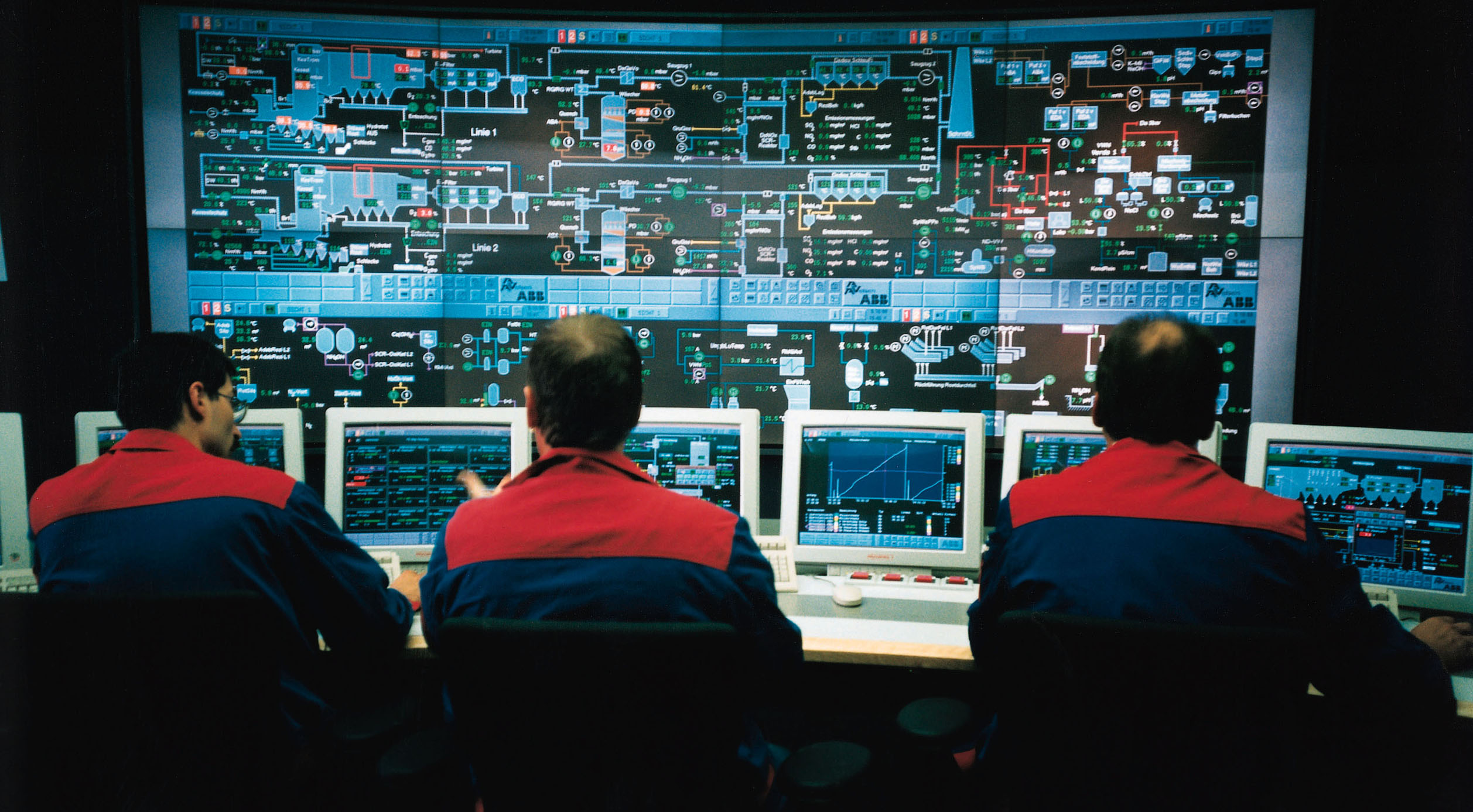
DCS控制室，工廠資訊及控制是由電腦繪圖螢幕顯示。操作員坐在螢幕前，可以觀看及控制流程中部份的內容，同時仍然可以看到整個工廠的情形

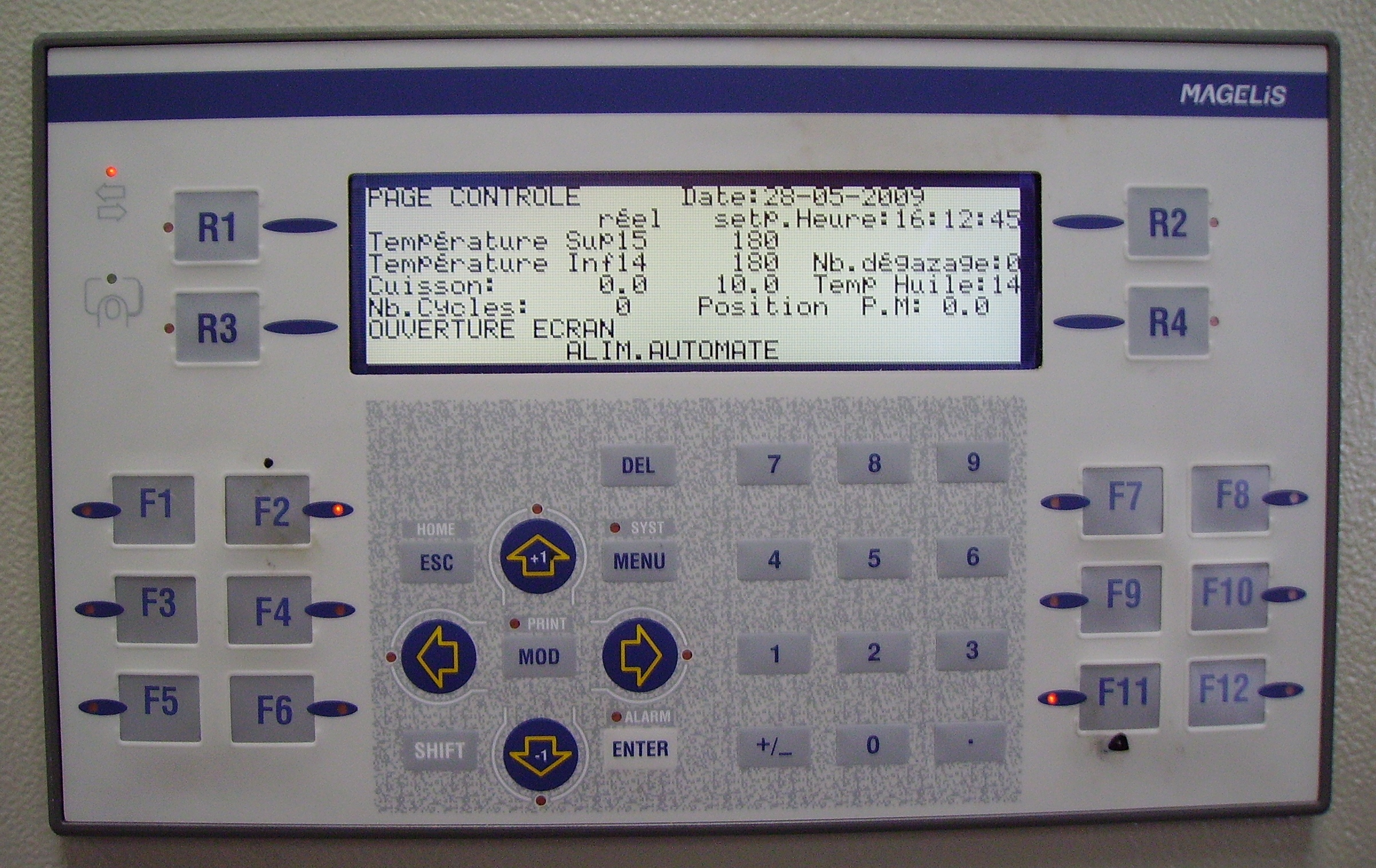
油壓熱壓機的控制盤，有配合此機能的專用軟體

實現的方式小到配合專門機能及設備的小型控制器，大到用到工業流程控制中的分散式控制系統。
邏輯系統以及回授控制器常用可编程逻辑控制器來實現。

## 外部連結
- Semiautonomous Flight Direction - Reference unmannedaircraft.org （页面存档备份，存于）
- Control System Toolbox （页面存档备份，存于） for design and analysis of control systems.
- Control Systems Manufacturer （页面存档备份，存于） Design and Manufacture of control systems.
- Mathematica functions for the analysis, design, and simulation of control systems （页面存档备份，存于）